# 達爾伊夫卡 (赫爾松區)
達爾伊夫卡（烏克蘭語：Дар'ївка），是烏克蘭南部赫爾松州赫尔松区达尔伊夫卡市镇内的村落及其行政中心。始建於1780年，面積2.66平方公里，海拔高度17米，2001年人口2,855，人口密度每平方公里1,061.2人。